# FK Vujić Valjevo
Vujić Valjevo, serb: Вујић Ваљево – serbski klub piłkarski z Valjeva, utworzony w 2002 roku. Obecnie występuje w Srpska Liga Zapad.